# タスティン
タスティン（Tustin）は、アメリカ合衆国カリフォルニア州のオレンジ郡にある都市。人口は8万0246人（2020年）。ロサンゼルス大都市圏にあるベッドタウンである。

## 海兵隊基地
タスティンにはアメリカ海兵隊タスティン航空基地がある。第二次世界大戦中の1942年に海軍が建設した軍用飛行船の基地である。その格納庫は世界最大級の木造建築である。2023年11月、2つあった格納庫の内ひとつが火災により全焼した。

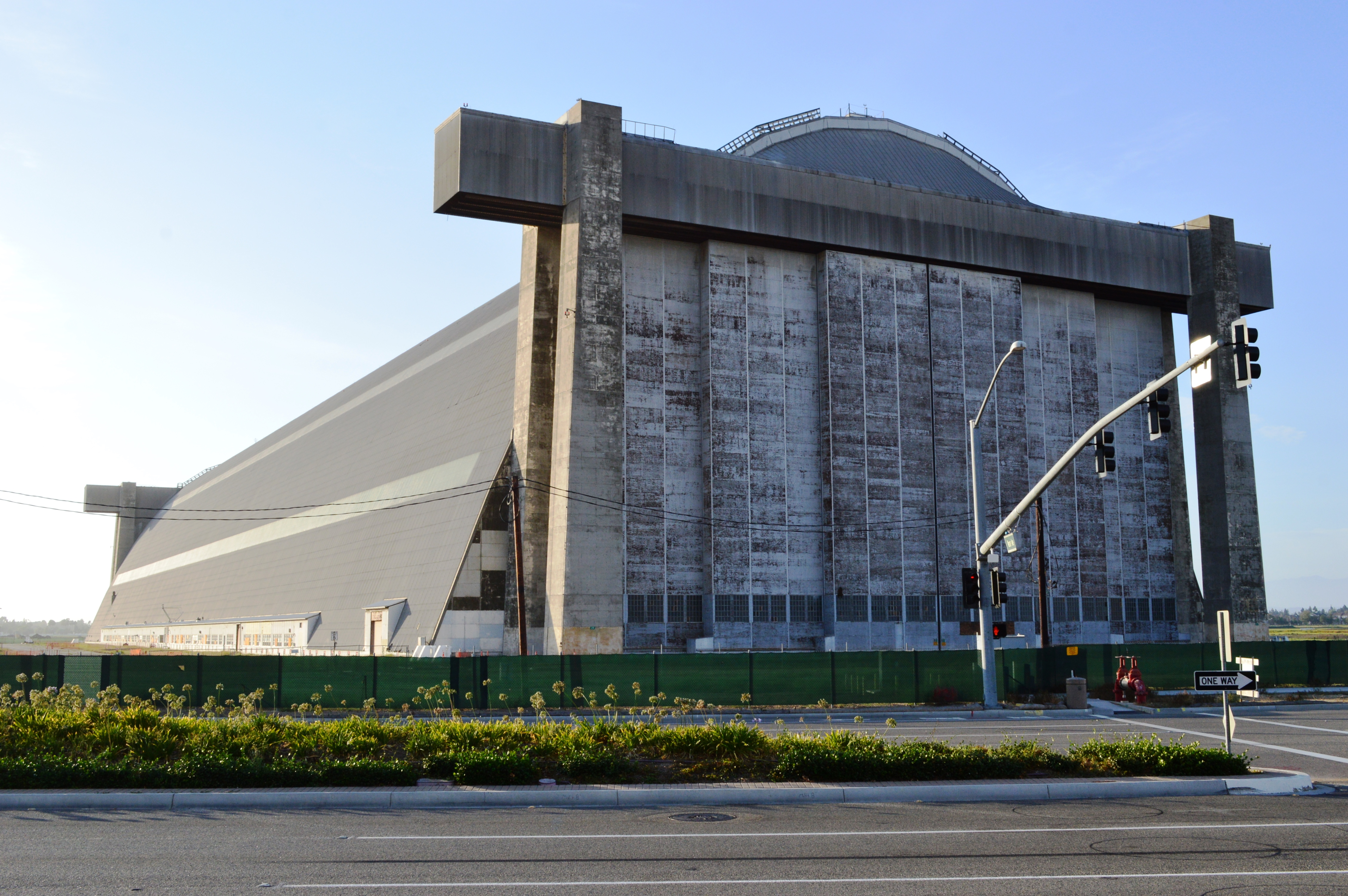
飛行船の格納庫